# Лука Јукић
Лука Јукић (Доњи Свилај, 23. фебруар 1887 — Славонски Брод, 24. јун 1929) био је хрватски и југословенски националиста најпознатији по томе што је извршио неуспјешан атентат на Славка Цуваја.

## Прије атентата
Гимназију је похађао у Травнику, Тузли и завршио у Сарајеву 1907. године. У Загребу је 1907–09. године студирао право. Припадао је групи франковачке младежи око часописа Грабанцијаш, а 1912. године приклонио се „напредној омладини”.
Због Цувајевог распуштања хрватског сабора, у фебруару те године учествовао је у организацији протеста у Сарајеву, а од фебруара до априла у Загребу је организовао демонстрације младежи и штрајк средњошколаца. У главном граду Хрватске тамошњи студенти организовали су протест пред зградом универзитета, иако је полиција протест забранила. На ријечи првога говорника жандари су с исуканим сабљама провалили у универзитетско двориште, рањено је 15 студената, а раштркана омладина цијеле вечери је протестовала по граду. Окршаји су трајали цијелу ноћ, а сутрадан је избио штрајк. Студенти су провалили у зграду универзитета, забарикадирали се и окачили црну заставу поручивши да ће на силу узвратити силом. У згради се затекло више од триста студената, а опсада је трајала 36 сати. Ситуација је разријешена тако што су професори замољени да посредују код студената. Студентима је допуштено јавно говорити, а полиција се повукла с територије универзитета. Студенти су се разишли и није било конкретних посљедица, иако су се демонстрације против Цувајевог система понављале готово сваке вечери.
Јукић је написао дио увода брошуре Ђачки покрет, чији је главни уредник био Аугуст Цесарец; брошуру је Цесарец написао као својеврстан манифест штрајка и објављена је као одговор штрајкачког одбора на владину брошуру Ђачки штрајк. У њој Јукић пише: „Најмлађа генерација хрватско-српскога народа већ дуго времена позорно мотри што се све у Хрватској – у име закона догађа. Наше се земље експлоатишу, наш се народ тјера с рођеног огњишта, затире; а дигне ли се глас на отпор, пригуши га туђинска сила. Но будући да живимо у напредном вијеку, нећемо да закржљамо, дигосмо се на своје тлачитеље да их увјеримо да нису успјели, нити ће успјети са својим окупаторским експериментима. Дигли смо се на ноге ми најмлађи борци за слободу.”.
А у пјесми Моје гесло, објављеној на насловној страни Препорода у броју од 1. фебруара 1913. године, Јукић отворено говори о спремности на жртвовање за слободу: „Жао ми је својих људи / И родбине, / Жао ми је лијепе своје / Домовине; / Жао ми је милих нада, / Младих дана, / Жао ми је злата свога / Заплакана; / Жао ми је самог себе; / Али што ћу? / Све за народ и слободу / Жртвоват ћу”.
У априлу је с другим напредним омладинцима посјетио Београд и повезао се с водећим члановима организације Уједињење или смрт, који су му дали оружје за атентат; иако поједини аутори наводе да је та организација накнадно одустала од атентата те да је Јукић одлучио да дјелује без њихове помоћи (Владимир Дедијер), историографске сумње досад нису потпуно разријешене. Атентат на Цуваја припремао је с групом младих из Загреба (Цесарец, Ђуро Цвијић, Камило Хорватин и други).
Јукић је данима прије атентата међу ђацима и студентима отворено најављивао да намјерава убити Цуваја.

## Атентат
Неуспјели атентат на Цуваја догодио се 8. јуна 1912. године. Сам дан атентата пажљиво је изабран. Наиме, тога дана бан Славко Цувај имао је посјетити свечано обиљежавање 25. годишњице рада земаљског школског надзорника Антуна Цуваја, бановог брата, а том се приликом у Загребу окупило око 800 учитеља и учитељица из цијеле земље. Свечаност се одржавала у великој дворани Учитељске школе у Медулићевој улици. Јукић је у 11:30 дошао у гостионицу Антуна Ковачића у Месничкој 43 и попио неколико пића (извори нису сагласни у томе је ли пио вино или пиво); у гостионици су присутни били и Анте Павелић, Миле Будак и Владимир Ћопић. Локација на којој је Лука од јутра чекао на повратак бана у његовом аутомобилу такође је помно одабрана. Наиме, Лука је у Месничкој улици чекао рачунајући на то да ће ауто на повратку успорити на стрмини прије завоја при врху улице. Бука аутомобила око 1 сат најавила је приближавање возила, а Лука је спремно дошао пред кућни број 36. Одатле је у возило у пролазу испалио три метка – не погодивши бана. Али погодио је Иву Хервоића, бановог савјетника, који је, не долазећи свијести, умро двадесетак дана касније од посљедица рањавања. У возилу су уз Цуваја и Хервоића били Цувајева супруга Анка, секретар Ото Павлић, а напријед возач Гашпар Мартиншиц и лакеј Јосип Лацковић.
Након испаљених хитаца креће његов суманути бијег с пиштољем у руци низ улицу. Успут је викао: „Живила Хрватска! Абцуг Цувај!”. Убрзо се оформила потјера људи који су, чувши пуцањ, изашли из оближње гостионице, а њима су се, како се потјера настављала, придруживали грађани. Када су покушали да га зауставе постолар Антон Сучић и градски стражар Петар Боршчак, који је на Јукића кренуо сабљом, Јукић је прво ранио Боршчака у раме и Сучића у длан лијеве руке, а потом је Боршчака убио поготком у лијеву страну лица. Потом му је пут препречио полицајац Антун Фучкар, па га је Јукић ранио у десно раме и онесвијестио. Потјера се завршила код Казалишне каване, надомак зграде Универзитета, гдје су га ухватили учитељ Јосип Буторац и трговачки помоћник Ладислав Бушић. Послије је изјавио да је намјерно трчао тамо, јер је желио завршити ондје гдје је све и почело. Окружен масом људи, одвучен је на полицију у Петрињску. Из полицијског извјештаја видљиво је да није био при себи од шока током неколико наредних сати.
На разговору у полицији Јукић је свој чин правдао укинућем устава. У изјави је рекао још и ово: „... Ја сам истицао да би била потребна организација ђаштва, која би одлучно захтјевала опћениту слободу, слободу говора, писања и састајања. Тако истичући потребу организације осјећали су сви горе споменути знанци потребу тајне организације, која би имала имати главним начелом ослобођење хрватског народа, т.ј. да се хрватском народу даде самосталност и потпуна слобода да се може развијати слободно као и остали народи у Монархији. Будући смо држали за сада главном запреком што хрватски народ не може доћи до слободе комесаријат, а како је то наша цијела јавност тражила, па се ни позивањем нити манифестацијама а нити демонстрацијама то није могло постићи, то смо расправљали о потреби да се имаду појединци заложити за то да се овоме стању у Хрватској стане на крај... Мени је била главна идеја да се одстрани у Хрватској комесаријат, па сам то међу друговима пропагирао и разложио да се мора макар појединац изложити на тај начин, да се краљевски комесар макне с овога свијета, а онда ће се за хрватске прилике заинтересирати вањски свијет, па ће Хрватска морати да и од тога извуче некакву корист.”.

## Реакције
Јукићев чин је увео индивидуалну одмазду као облик борбе на политичку сцену у Хрватској те је послужио као инспирација за атентат Ивана Планиншчака на Цуваја 31. октобра исте године.
Послије атентата, одржане су демонстрације у Дубровнику, Задру, Сплиту; у Задру се пјевала „Марсељеза” и узвикивало „Живјела револуција”.
Иво Андрић, када је чуо за Јукићев атентат, написао је у свом дневнику: „Данас је Јукић починио атентат на Цуваја. Како је лепо да се затежу конци дела и буна. Како радосно слутим дане великих дела. И диже се и гори хајдучка крв. (...) Нека живе они који умиру по тротоарима онесвешћени од срџбе и барута, болни од срамоте заједничке. Нека живе они који повучени, ћутљиви у мрачним собама, спремају буру...”.
У писму које је Цесарец написао непосредно пред хапшење и скрио га у своме стану, те је пронађено тек кад је Цесарец већ лежао у Митровици, стоји свједочанство духа радикалне омладине: „Створимо хиљаде Јукића и Жерајића, култивирајмо их, одгојимо их да си подају лијеве руке у знак помирбе, а десном руком нека пуцају – маса њих – па ће наше ријечи бити чин, наша ствар свршена. Јукићев је чин преурањен, али је добар потицај свима нама. ... Живите, радите и освећујте се!”.
Јукићев атентат инспирисао је на исто Стјепана Дојчића, који ће 18. августа 1913. године покушати атентат на Цувајевог насљедника Ивана Шкрлеца, а који ће претходно у Америци написати и објавити сљедеће ријечи: „Ми смо морали тешком тугом оставити свој мили дом и род и ићи у бијели свет тражити хљеба, док би га могли дома наћи кад би хрватска била слободна. Чули смо како је ватрени хрват Лука Јукић одапео тане на бандита, који је одавно то већ заслужио, али на несрећу га није погодио! Тај ватрени Јукић нам је показао како морамо радити убудуће... па нека нам добро буде у памети... да се слобода не даје на тањуру као ловоров венац од грешне Аустрије. Данас у Америци не уприличују протестне скупове само велике колоније, које броје на хиљаде Хрвата и Срба, већ и најмање су дигле свој глас против хуља, тирана 20. вијека... Доле барбарство, смрт и ништа друго тиранину 20. вијека, смрт Цувају, доле с апсолутизмом...”.
Главно гласило Хрвата у Америци Хрватски свет, поводом атентата Јукића (1912) и Стјепана Дојчића (1913), написаће: „Нека нас прогањају, тлаче, нека отварају тамнице, али их немају толико, да у њих затворе све оне, који онако мисле, као Лука и Стјепан, јер ми им поручујемо, да су сви поштени Хрвати у Америци онакви уротници и злочинци, какви су Јукић и Дојчић”.
Јукићев атентат је тематизован у романима Цесарца Царева краљевина (Копривница 1925) и Драгана Бублића Атентат (Загреб 1926), а сусрети с њим и атентат описивани су у мемоарској литератури и публицистици (Антун Густав Матош, Цесарец, Стјепан Радић, Тин Ујевић, адвокат Анте Павелић, Јозо Кљаковић, К. Ковачић, Иво Андрић, Оскар Тартаља).

## Послије атентата
Посљедица атентата била су бројна хапшења и полицијска испитивања. Затворено је више од 160 ученика у доби од 14 до 16 година. Јукић је у југословенским националистичким круговима постао симбол борца за национално ослобођење. У то име је скупљан прилог за његову мајку, а књижевник Антун Густав Матош написао је текст под називом Куршум је проговорио, у коме је отворено подржао Јукића.
Суђење је изазвало велику пажњу јавности. Током суђења осим њега било је оптужено још једанаест људи (Ђуро Цвијић, Аугуст Цесарец, Драгутин Бублић, Фрањо Најдхарт, Камило Хорватин, Роман Хорват, Јосип Шаринић, Владимир Бадалић, Душан Наранчић, Ватрослав Доленац и Стјепан Галогажа), све редом младих између 15 и 25 година, а оптужени су да су знали за атентат, те су тиме саучесници. Међу њима је био и Цесарец, који је, уз остало, био оптужен да је под утицајем анархистичких струјања подстрекивао Јукића на атентат, на шта се бранио да није.
Дана 12. августа 1912. године долази до пресуде у којој је Јукић осуђен на смрт вјешањем, а осталим оптуженицима додијељена је затворска казна у трајању од пет односно шест година (Цесарцу пет), док су четворица ослобођена оптужбе. Под строгим режимом у Загребу није могло доћи до јавне реакције на осуду, међутим, у Сплиту, гдје су заплијењене новине у којима је објављена осуда, Слобода, дошло је до одговора – хиљаде омладинаца, грађана, радника и сељака промарширало је ћутке улицама Сплита носећи на челу поворке вјешала. Тек је на риви дошло до крвавих сукоба с полицијом. Због реакције јавности на тако строгу казну, те под новим свјетлом Балканског рата, 26. октобра смртна казна Јукићу промијењена је у доживотни затвор, а осталима су затворске казне смањене. Лука је на издржавање казне упућен у Лепоглаву, а остали у Митровицу. Из затвора је много писао, а сам Стјепан Радић је његове рукописе о тамничким утисцима кријумчарио. Крајем 1918. године, након пада Аустроугарске, ондашња влада је Јукића ослободила даљњег затворског служења те му чак додијелила 20 јутара шуме и 5 јутара оранице крај Дервенте. Оженио се, имао троје дјеце те умро од упале плућа у Славонском Броду 1929. године.

## Пјеснички рад
Пјесме су му објављиване у периодицима Црвена Хрватска (1912), Карловац (1912), Народна обрана (1912), Обзор (1912), Пијемонт (Београд 1912, 1915), Препород (Београд 1912), Слободна ријеч (1912), Србобран (1912), Српска застава (Београд 1912), Зора (Беч—Праг 1912), Савременик (1919), Херцеговачки слободни дом (1923–24), Бродско ново доба (1931) и Народне новине (1932).